# Ferrovia Firenze Porta al Prato-Firenze Cascine
La ferrovia Firenze Porta al Prato - Firenze Cascine è stata una breve linea ferroviaria, nata come diramazione della ferrovia Leopolda, che faceva parte integrante del nodo ferroviario di Firenze. 
Fino a settembre 2022 ha permesso il collegamento diretto tra la stazione di Firenze Porta al Prato e la stazione di Empoli, la dismissione del sedime ferroviario fa parte del progetto per integrare la tratta nella rete tranviaria di Firenze.

## Storia
La necessità di una stazione di testa nella città di Firenze per la nascente ferrovia Leopolda fece sì che il Granduca Leopoldo II decidesse di trovare uno spazio appena fuori delle mura, vicino a Porta al Prato.
Il 12 giugno 1848 venne inaugurata la Stazione Leopolda che però ebbe una vita breve visto che, già dal 1860, fu soppiantata dalla Stazione Maria Antonia che sarebbe diventata successivamente l'attuale stazione di Firenze Santa Maria Novella.
Gli spazi ferroviari ebbero necessità di un nuovo utilizzo e, se parte degli edifici furono in parte riadattati, il fascio dei binari che si diramava dalla stazione di Firenze Cascine cominciò a essere utilizzato per la manutenzione dei treni grazie alla creazione di un'officina per le grandi riparazioni.
L'8 dicembre 2008 è stata aperta nuovamente al traffico ferroviario la diramazione che partiva dagli scambi di Firenze Cascine verso la nuova fermata di Porta al Prato, mentre i treni passeggeri hanno preso servizio solo il successivo 1º febbraio 2009.
Dal 12 settembre 2022 il servizio ferroviario è stato sospeso per la dismissione del sedime necessario alla costruzione della nuova linea tranviaria che utilizzerà interamente il tratto ferroviario tra Cascine e Porta al Prato.

## Caratteristiche
| Continuation backward |

| Unknown route-map component "vSTR-KBSTa" | Unknown route-map component "exdKBHFa" |  |

| Unknown route-map component "vSTR" | Unknown route-map component "exdDST" |  |

| Unknown route-map component "BS2c1" + Unknown route-map component "KRWl" | Unknown route-map component "xKRWg+r" + Unknown route-map component "BS2+r" |  |

| Non-passenger station/depot on track |

| (3+701) |
| 7+381   |

| Continuation forward |

La ferrovia, diramazione della ferrovia Leopolda all'altezza di Firenze Cascine, era a doppio binario e lo scartamento adottato fu quello ordinario da 1435 m.
Lunga 3,701 km, la linea era elettrificata con tensione a 3000 V a corrente continua. Per quanto concerne la gestione del traffico ferroviario, la ferrovia rientrava per intero nell'area di competenza della Stazione di Firenze Cascine, successivamente declassata a posto di movimento. Per questo la prima stazione adiacente, con servizio passeggeri, era quella delle Piagge situata lungo il tracciato storico della linea Firenze-Pisa-Livorno.

### Percorso
La diramazione aveva inizio presso il P.M. Firenze Cascine lungo il tracciato della ferrovia Leopolda in direzione di Firenze, da qui la linea voltava verso est in direzione del Parco delle Cascine terminando il suo tragitto presso la stazione di Firenze Porta al Prato, facendo da interscambio con la rete tramviaria T1.

## Movimento
La linea è stata percorsa, fino all'11 settembre 2022, dai treni regionali della relazione Empoli-Firenze Porta al Prato facente parte del progetto Memorario.
Formalmente l'impianto rimane attivo per il gestore dell'infrastruttura.